# 이현걸 (성우)
이현걸은 대한민국의 성우다. 1988년 KBS 21기에 입사했으며 소속이다.
현재는 한국일보 근무하고 있다.